# Schattenkraftwerk
Mit Schattenkraftwerken werden Kraftwerke bezeichnet, die bereitstehen, um den Strombedarf bei momentanem oder längerfristigen Ausfall der erneuerbaren Erzeugung im elektrischen Stromnetz zu decken.

## Hintergrund
Auch bei hoher installierter erneuerbarer Leistung ist in vielen Stunden des Jahres keine oder fast keine erneuerbare Einspeisung im Netz. Im Stromnetz muss jedoch immer exakt so viel Energie erzeugt werden, wie zum selben Zeitpunkt verbraucht wird.
Die Windeinspeisung schwankt sowohl kurzfristig als auch im Jahresmittel erheblich, Solareinspeisung zeigt ein typisches konisches Profil mit einer Spitze zur Mittagszeit, die produzierte Menge hängt stark von der Jahreszeit ab, nachts steht kein Solarstrom zur Verfügung (siehe auch Dunkelflaute).

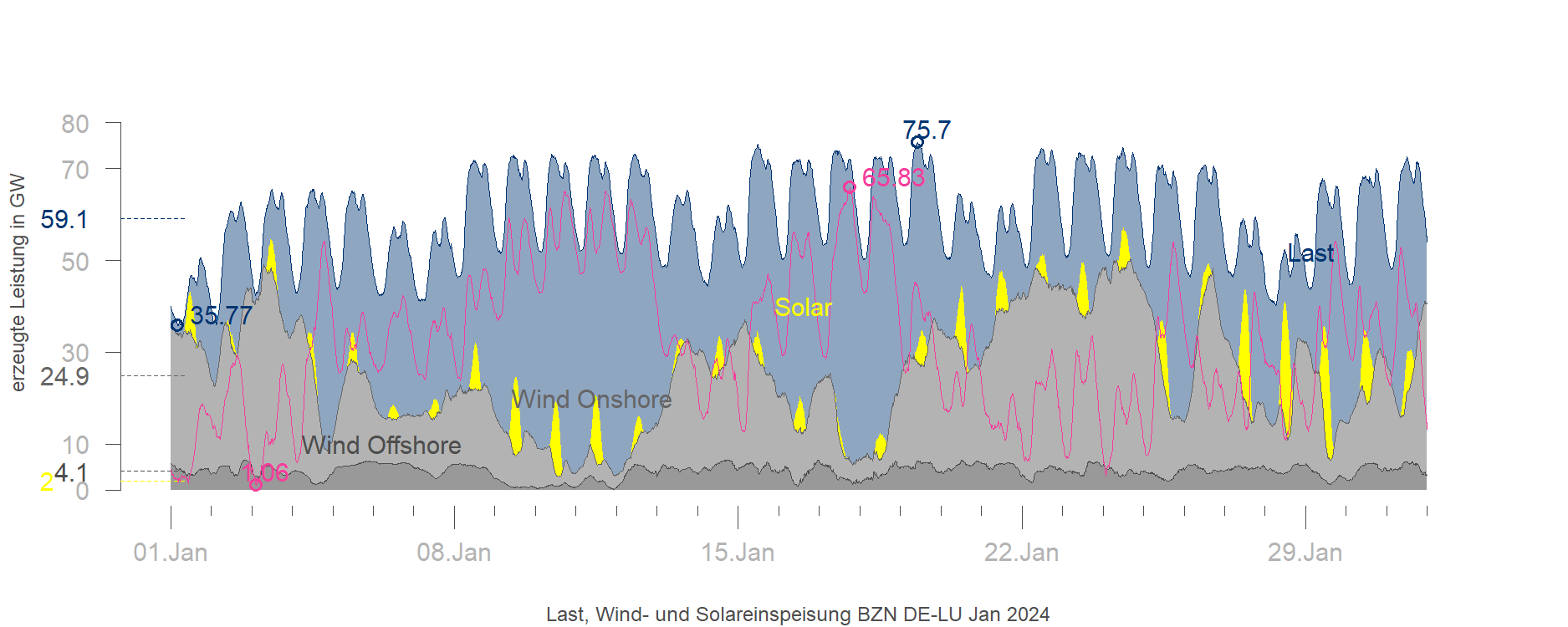
Last, Wind- und Solareinspeisung und Residuallast in Deutschland und Luxemburg, Jan 2024, Daten Entso-E Transparenzplattform

Die nebenstehende Grafik zeigt die Last, das Einspeiseverhalten von Wind und Solar und die daraus resultierende Residuallast in Deutschland und Luxemburg beispielhaft im Januar 2024. In diesem Zeitraum zeigt die Residuallast immer noch einen Maximalwert von ca. 66 GW, nur ca. 13 % weniger als die ursprüngliche Maximallast von ca. 76 GW. Dagegen ist die Minimallast von ca. 36 GW auf ca. 1 GW gesunken, so dass praktisch keine Grundlast verbleibt. So muss fast derselbe Kraftwerkspark bereitstehen, um die Residuallast bereitzustellen, wie er für die ursprüngliche Last benötigt wurde.

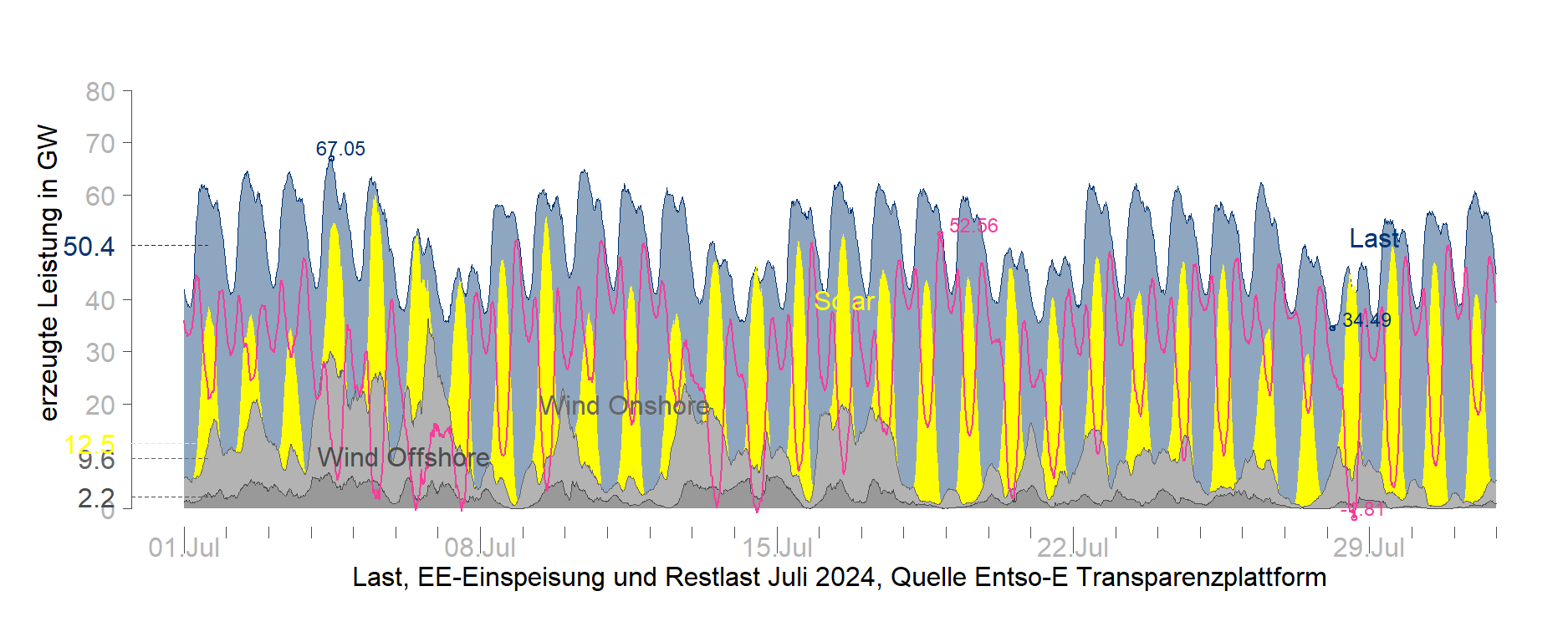
Last, Wind- und Solareinspeisung im Juli 2024, Daten Entso-E Transparenzplattform

Im Vergleich dazu zeigt die Residuallast im  Juli desselben Jahres (Grafik darunter) bei deutlich höherer Solar-Einspeisung  im Minimum negative Werte, aber immer noch einen Maximalwert von über 50 GW. Die hohe Solareinspeisung führte im Juli zu 81 Stunden mit negativen Preisen und 4 Stunden mit Preis Null. Ähnlich sieht es in den anderen Sommermonaten aus. Somit zeigt sich auch in den Sommermonaten, dass eine hohe disponible Leistung verfügbar bleiben muss, obwohl der Strombedarf in einigen Stunden fast vollständig durch erneuerbare Energien gedeckt wird.
Der Unterschied zwischen den Jahreszeiten ist erheblich. Würde man die installierte EE-Leistung verdoppeln, müsste im Sommer ein erheblicher Teil der erneuerbaren Erzeugungsanlagen abgeregelt werden, während im Winter immer noch nicht entfernt genug erneuerbare Einspeisung vorhanden wäre, um den Strombedarf zu decken.
Ein relativ hoher Anteil der Stromerzeugungskosten entfällt auf die ursprünglichen Investitionskosten der Kraftwerke und fällt somit unabhängig davon an, wie viele Stunden im Jahr die Kraftwerke fahren. Ein hoher Anteil erneuerbarer Erzeugung verteuert somit die Stromkosten, da fast ebenso viele konventionelle Kraftwerke gebaut und bereitgehalten werden müssen wie ohne erneuerbare Kraftwerke. Die konventionelle Erzeugung erreicht jedoch deutlich weniger Betriebsstunden, so dass die Investitionskosten in weniger Stunden eingebracht werden müssen. Dies führt dazu, dass die Erzeugungskosten der Residuallast sich verteuern.

## Flexibilität konventioneller Kraftwerke
Schattenkraftwerke werden auch als „heiße Reserve“ bezeichnet. Das sind konventionelle Kraftwerke, die im permanenten Betrieb mit Mindestleistung bereitstehen, weil nach dem Abschalten eine gewisse Mindestdauer bis zum nächsten Hochfahren eingehalten werden muss (siehe Tabelle weiter unten). Im Bedarfsfall können diese Kraftwerke dann bis auf Volllast hochgefahren werden. Teillastbetrieb bedingt immer einen geringeren Wirkungsgrad und somit höhere Kosten und eine schlechtere Umweltbilanz.
| Kraftwerkstyp  | Anfahrzeit in h | Mindest- leistung in % | Mindest- stillstandszeit in h | Mindest- betriebszeit in h | Wirkungsgradverlust bei Pmin in %-Punkten | Geschwindigkeit der Leistungsänderung in % pro Minute |
| -------------- | --------------- | ---------------------- | ----------------------------- | -------------------------- | ----------------------------------------- | ----------------------------------------------------- |
| Erdgas GT      | 0               | 20                     | 0                             | 1                          | 22                                        | 20                                                    |
| Erdgas Kombi   | 1               | 33                     | 2                             | 4                          | 11                                        | 6                                                     |
| Erdgas DT      | 1               | 38                     | 2                             | 4                          | 6                                         | 6                                                     |
| Steinkohlen DT | 2               | 38                     | 2                             | 4                          | 6                                         | 4                                                     |
| Braunkohlen DT | 2               | 40                     | 6                             | 6                          | 5                                         | 3                                                     |

Am schnellsten reagieren Batterie-Speicherkraftwerke, dann Pumpspeicherkraftwerke (Talsperren) und Gasturbinenkraftwerke. Letztere haben relativ hohe Brennstoffkosten, sind aber in der Herstellung vergleichsweise wenig kapitalintensiv.
Der Energieverbrauch und auch die Erzeugung in Windkraftanlagen und Photovoltaikanlagen müssen möglichst gut prognostiziert werden. Die Residuallast, die sich nach Abzug der erneuerbaren Erzeugung von der Absatzlast ergibt, bestimmt den Strompreis an der Börse (siehe Merit-Order) und damit den Einsatz konventioneller Kraftwerke (siehe Einsatz deutscher Kraftwerke).
Die tatsächliche Einspeisung von Erneuerbaren wie auch die tatsächliche Absatzlast weichen von der Prognose ab. Zur Kompensation von Prognosefehlern muss Regelleistung auf Abruf bereitstehen, damit Last und Einspeisung am Ende tatsächliche übereinstimmen; diese wird ebenfalls meist durch konventionelle Kraftwerke bereitgestellt.
In geringem Umfang ist es möglich, Flexibilitätsreserven aus einer Laststeuerung zu heben, das heißt bei Knappheit und hohen Strompreisen senken gewisse Stromabnehmer ihren Verbrauch, bei niedrigen Preisen erhöhen sie ihn, sofern sie entsprechende Flexibilitäten haben und die dafür erforderlichen Prozesse installiert haben. Ein großer Teil der Flexibilität zur Deckung der Residuallast und ihrer Schwankungen wird derzeit durch Import und Export aus dem Ausland bereitgestellt.